# Apterodromia minuta
Apterodromia minuta är en tvåvingeart som beskrevs av Sinclair och Meg S. Cumming 2000. Apterodromia minuta ingår i släktet Apterodromia och familjen puckeldansflugor.
Artens utbredningsområde är Tasmanien. Inga underarter finns listade i Catalogue of Life.